# Đam mê (phim)
Đam mê có tên tiếng anh là Passion, là bộ phim điện ảnh của Việt Nam do Hãng Phim truyện I sản xuất năm 2012, Nguyễn Mạnh Tuấn viết kịch bản, Phi Tiến Sơn đạo diễn, với các diễn viên Trung Dũng, Trúc Diễm, Kim Khánh, Quý Bình, Hứa Vĩ Văn, Kim Hiền.
Sau hai năm tham dự một số giải thưởng và sự kiện điện ảnh, đến tháng 9 năm 2014, bộ phim mới được phát hành chính thức. Đam mê là bộ phim điện ảnh đầu tiên của diễn viên Quý Bình.

## Nội dung
Tư Dược là một đại gia cao su, vợ ông từng là một người mẫu và đã phản bội ông để theo người khác, ông dựng lên câu chuyện rằng vợ đã mất để quên đi nỗi đau. Chuyện này khiến ông trở nên gia trưởng và khắt khe cực đoan, ông thường sử roi da để trừng phạt con trai và cả người làm, trong đó có Ba Khởi người mang ơn cưu mang của ông. Trong khi Tư Dược có niềm đam mê với hổ và sở hữu một trại hổ thì con trai ông là Hai Hoàng lại có sở thích buôn bán sản phẩm từ thú hoang, đặc biệt là mật gấu. Con gái ông, Nhã Lâm lại ước muốn làm người mẫu nên cô luôn bị Tư Dược ngăn cấm.
Tư Dược phát hiện ra một trong những người làm trong đồn điền của mình là một cựu người mẫu tên Kim Kim, bà ở ẩn sau khi bị một nữ đồng nghiệp hãm hại khiến bị hỏng một chân. Tư Dược nhờ Kim Kim thuyết phục Nhã Lâm từ bỏ đam mê của mình nhưng không thành, ngược lại, khiến cô bị tự kỷ và ảm ảnh việc bị hỏng chân như Kim Kim. Nhờ sự giúp đỡ ngầm từ anh trai và Ba Khởi, cô tiếp tục giấc mơ của mình. Trong một lần Hai Hoàng trích xuất mật gấu cho các đại gia khác thì con gấu đã xổng chuồng tấn công anh, để cứu chồng Hà Chi - vợ anh - đã lấy súng săn bắn chết con gấu. Lực giật từ khẩu súng khiến cô bị xảy thai, Hai Hoàng sau đó phát điên, Tư Dược đóng cửa trại hổ và thả chúng vào rừng. 

## Diễn viên
- Phạm Trung Dũng trong vai Tư Dược
- Trương Tri Trúc Diễm trong vai Nhã Lâm
- Hồ Thị Kim Khánh trong vai Kim Kim[3]
- Hứa Vĩ Văn trong vai Hai Hoàng
- Nguyễn Thị Kim Hiền trong vai Hà Chi
- Quý Bình trong vai Ba Khởi
- Đinh Tiến Đạt trong vai Nhiếp ảnh gia 1
- Hoàng "mập" trong vai Trợ lý đạo diễn

## Sản xuất
Sau gần 10 năm kể từ bộ phim điện ảnh chính kịch Lưới trời, đạo diễn Phi Tiến Sơn và nhà biên kịch Nguyễn Mạnh Tuấn tiếp tục hợp tác thực hiện bộ phim Đam mê, đây là một trong những lần hiếm hoi một kịch bản với đề tài về cá nhân được một hãng phim nhà nước sản xuất. Bộ phim được ghi hình bằng máy quay Red One.
Đoàn phim đã mất 3 tháng để thực hiện các cảnh có kỹ xảo. Tổng kinh phí sản xuất khoảng 10 tỷ đồng do Cục Điện ảnh, Bộ Văn hóa – Thể thao và Du lịch đặt hàng và đầu tư.

## Phát hành
Vượt qua 6 bộ phim Việt Nam khác, Đam mê và Thiên mệnh anh hùng là hai tác phẩm được chọn tranh giải tại Liên hoan phim quốc tế Hà Nội lần thứ 2 diễn ra vào tháng 11 năm 2012. Bộ phim được chọn tham dự Liên hoan phim Pháp ngữ tại Việt Nam năm 2013 từ 15 tháng 3 đến 17 tháng 4.
Đam mê được ra mắt từ ngày 16 tháng 12 năm 2012 trong dịp tuần lễ phim Việt Nam. nhưng chỉ được phát hành từ tháng 9 năm 2014 bởi A Company Việt Nam. Một số phim do Nhà nước sản xuất cùng được phát hành trong tháng 9 này như Sống cùng lịch sử, Mộ gió đều chỉ bán được rất ít vé.
Tháng 8 năm 2015, bộ phim được chọn tham dự Liên hoan phim ASEAN-Prague lần thứ 4 tại Cộng hòa Séc.

## Đón nhận

### Đánh giá
Trong tuần đầu công chiếu tại tuần lễ phim Việt Nam, Đam mê đối mặt với tình trạng ế ẩm dù được chiếu miễn phí, ngay trong buổi khai mạc chỉ có 20 khán giả xem phim và họ cũng ra về trước khi phim kết thúc. Có nhận xét rằng Đam mê được xây dựng trên một kịch bản chưa đắt giá, không logic trong cách phát triển tâm lý nhân vật. Diễn xuất của nhiều diễn viên còn hời hợt, hoàn cảnh của nhân vật Kim Kim khá phi lý vì ở Việt Nam chưa có tiền lệ ngoài đời thật. Câu chuyện của phim không thuyết phục, dù có đề tài lạ nhưng mọi thứ đều không nổi trội. Câu chuyện sẽ tinh tế hơn nếu đây là một phim ngắn.

### Giải thưởng
| Năm  | Giải Thưởng                             | Hạng Mục                   | Đề Cử                              | Kết Quả   | Chú thích    |
| ---- | --------------------------------------- | -------------------------- | ---------------------------------- | --------- | ------------ |
| 2012 | Liên hoan phim quốc tế Hà Nội lần thứ 2 |                            | Đam mê                             | Đề cử     | [ 8 ] [ 11 ] |
| 2013 | Giải Cánh diều 2012                     | Nam diễn viên phụ xuất sắc | Hứa Vĩ Văn                         | Đoạt giải | [ 17 ]       |
| 2013 | Giải Cánh diều 2012                     | Thiết kế âm thanh xuất sắc | Franck Desmoulins (vai trò hòa âm) | Đoạt giải | [ 18 ]       |
| 2013 | Giải Cánh diều 2012                     | Phim truyện xuất sắc       | Đam mê                             | Đề cử     | [ 19 ]       |
| 2014 | Liên hoan phim Môi trường năm 2014      |                            | Đam mê                             | Giải B    | [ 20 ]       |